# قرارگاه کوهستانی
قرارگاه کوهستانی یا تفرج‌گاه کوهستانی یا هیل استیشن یا دهکده ییلاقی (انگلیسی: Hill station) منطقه‌ای مسکونی است که در ارتفاعی بالاتر از مناطق اطراف بنا شده است. این واژه در دوران استعمار در آسیا (و به ندرت در آفریقا) توسط استعمارگران برای شهرک‌های بناشده توسط خودشان در مناطق مرتفع‌تر و خوش آب و هوا برای استراحت در فصل‌های گرم سال مورد استفاده قرار می‌گرفت. ارتفاع این مناطق در هند معمولاً بین ۱۰۰۰ تا ۲۵۰۰ متر از سطح دریا است.

## نگارخانه

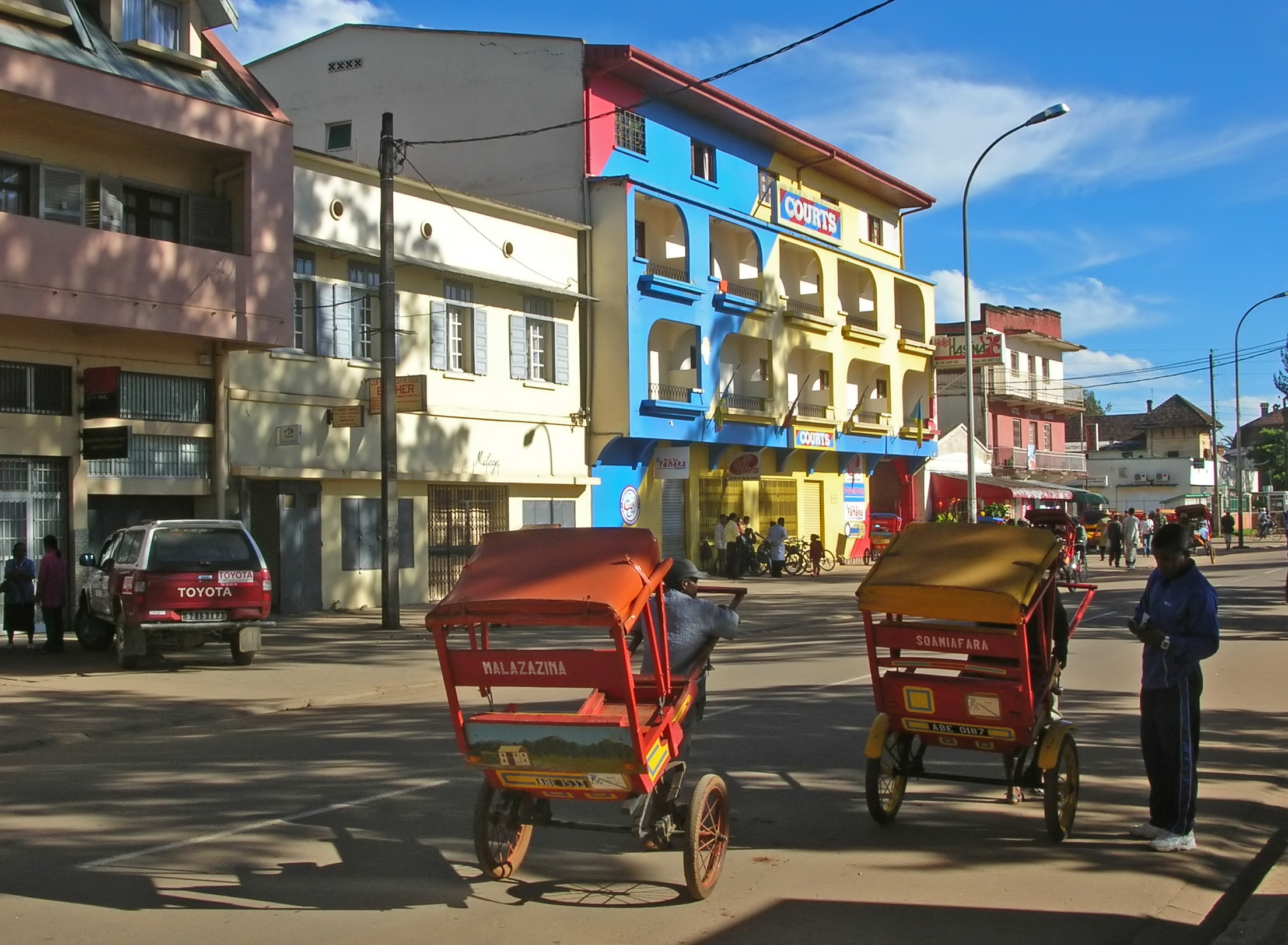
ماداگاسکار
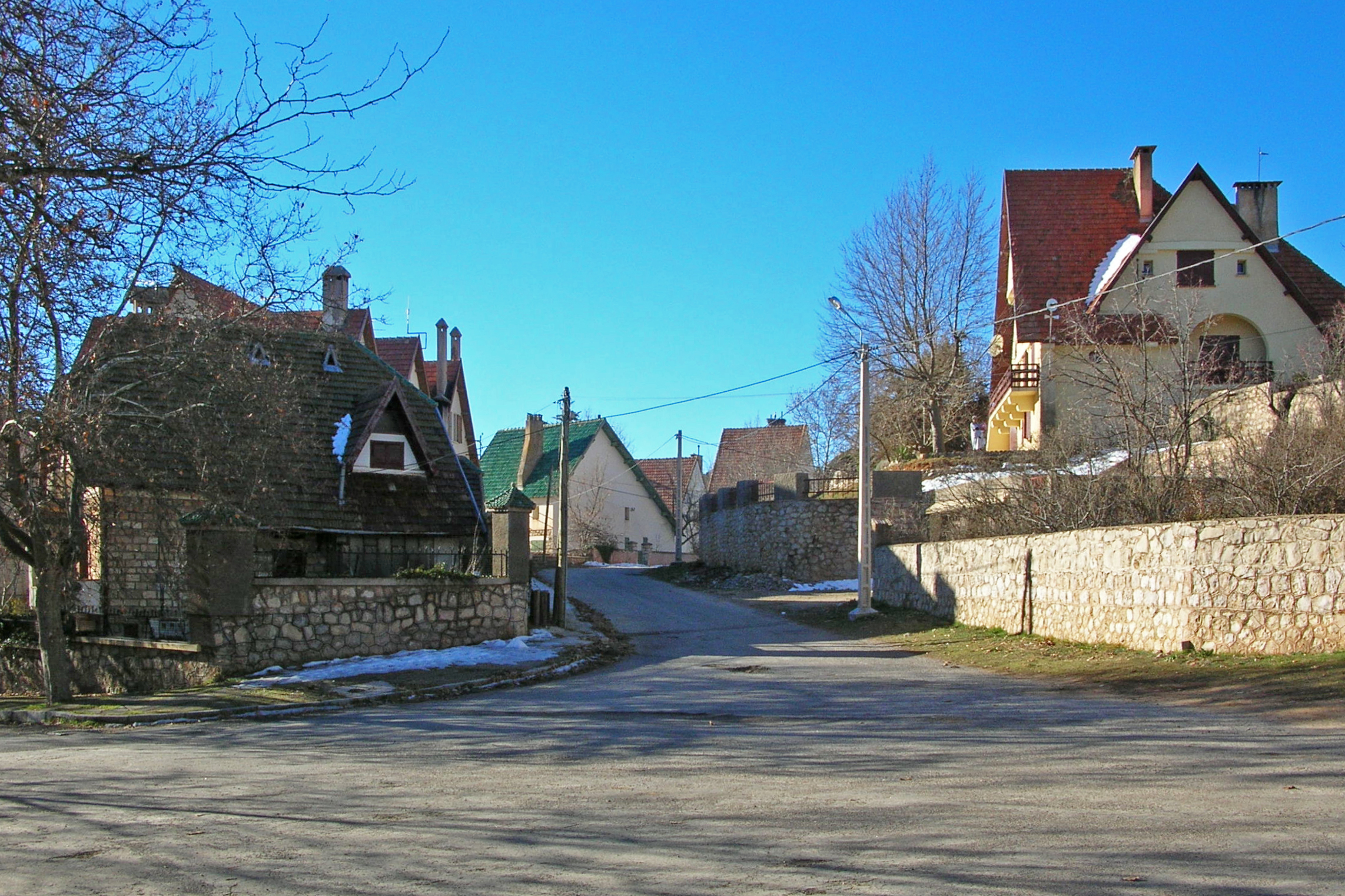
افران
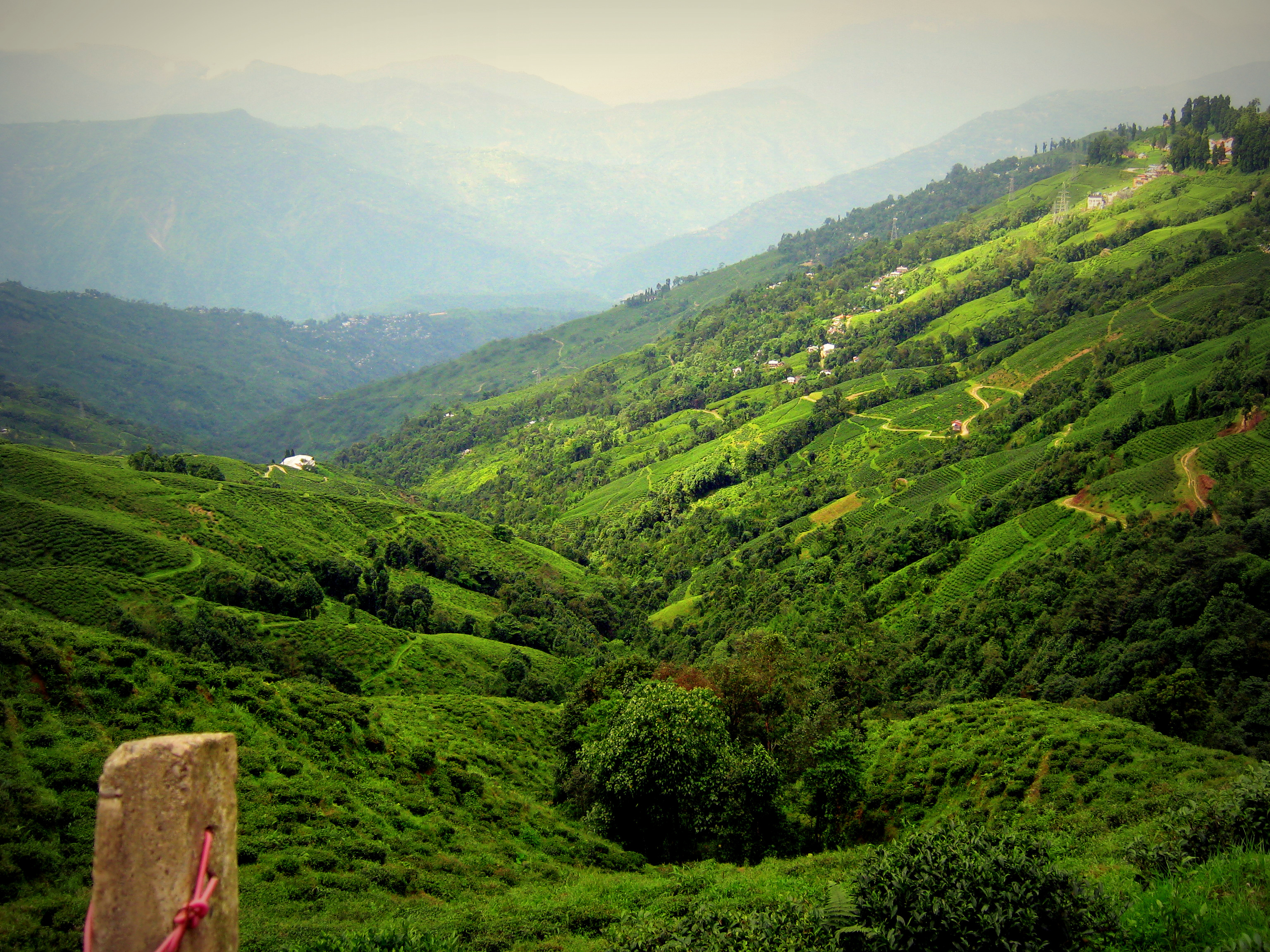
دارجلینگ, بنگال غربی, هند
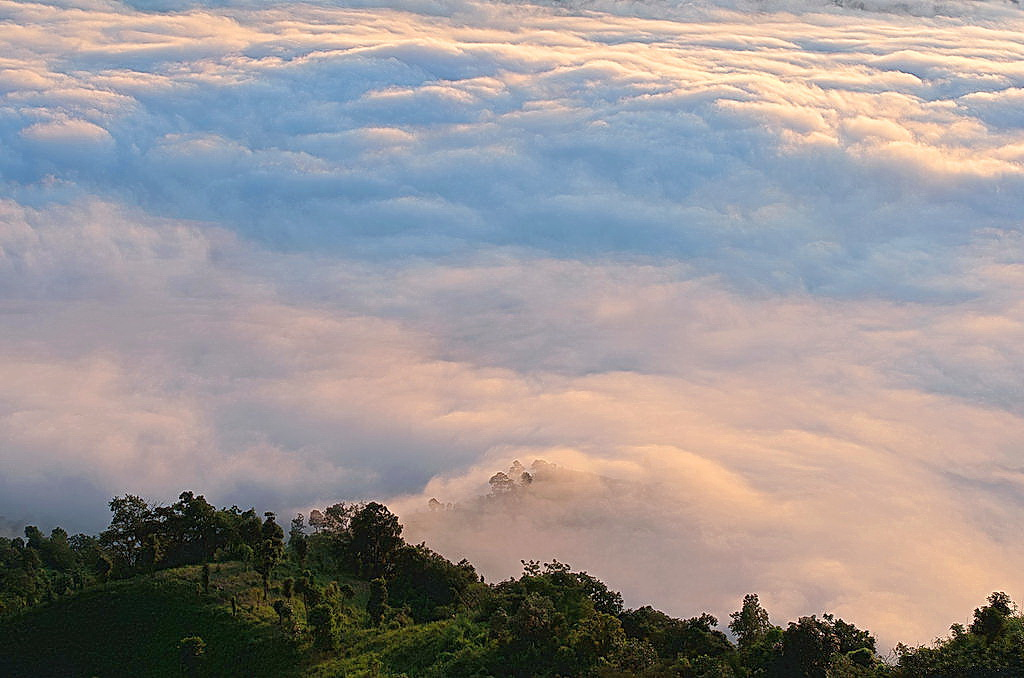
ناحیه بندربان, بنگلادش
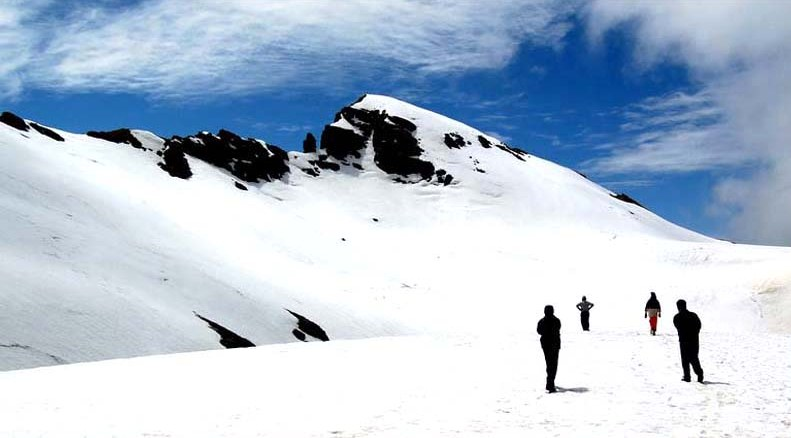
هند
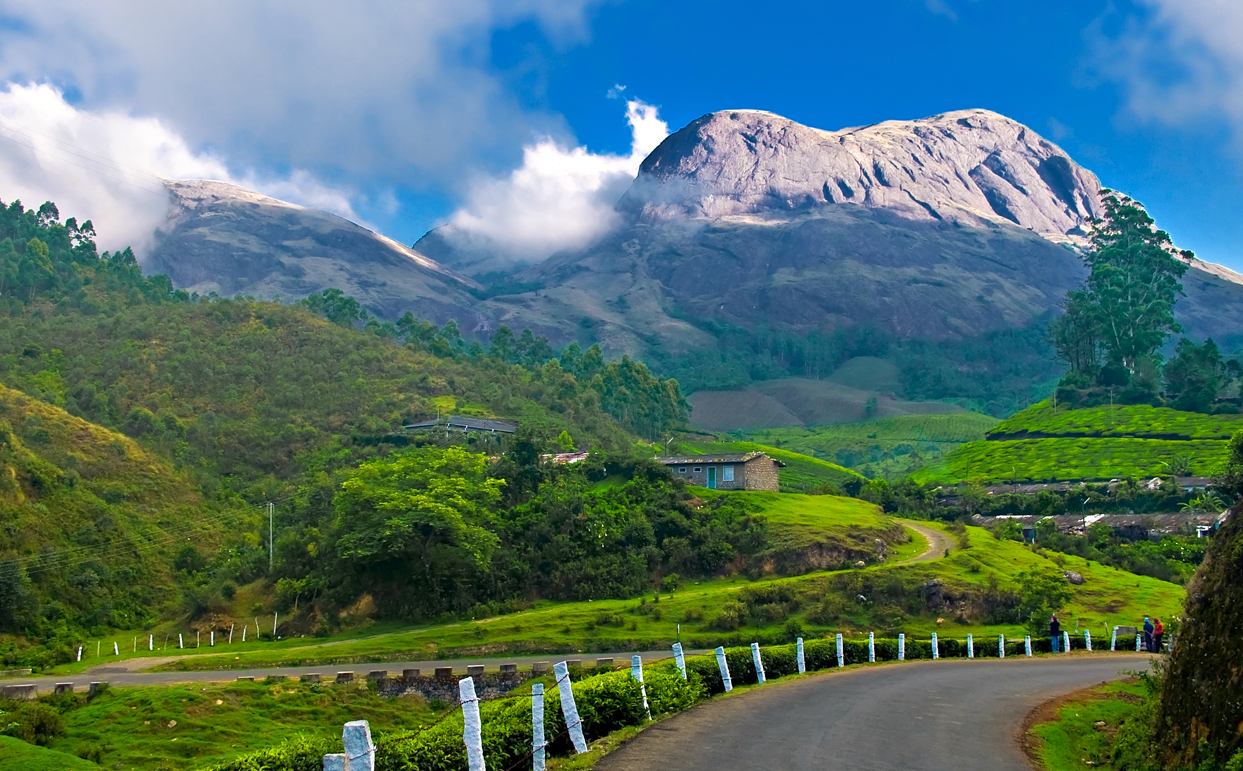
کرالا, هند
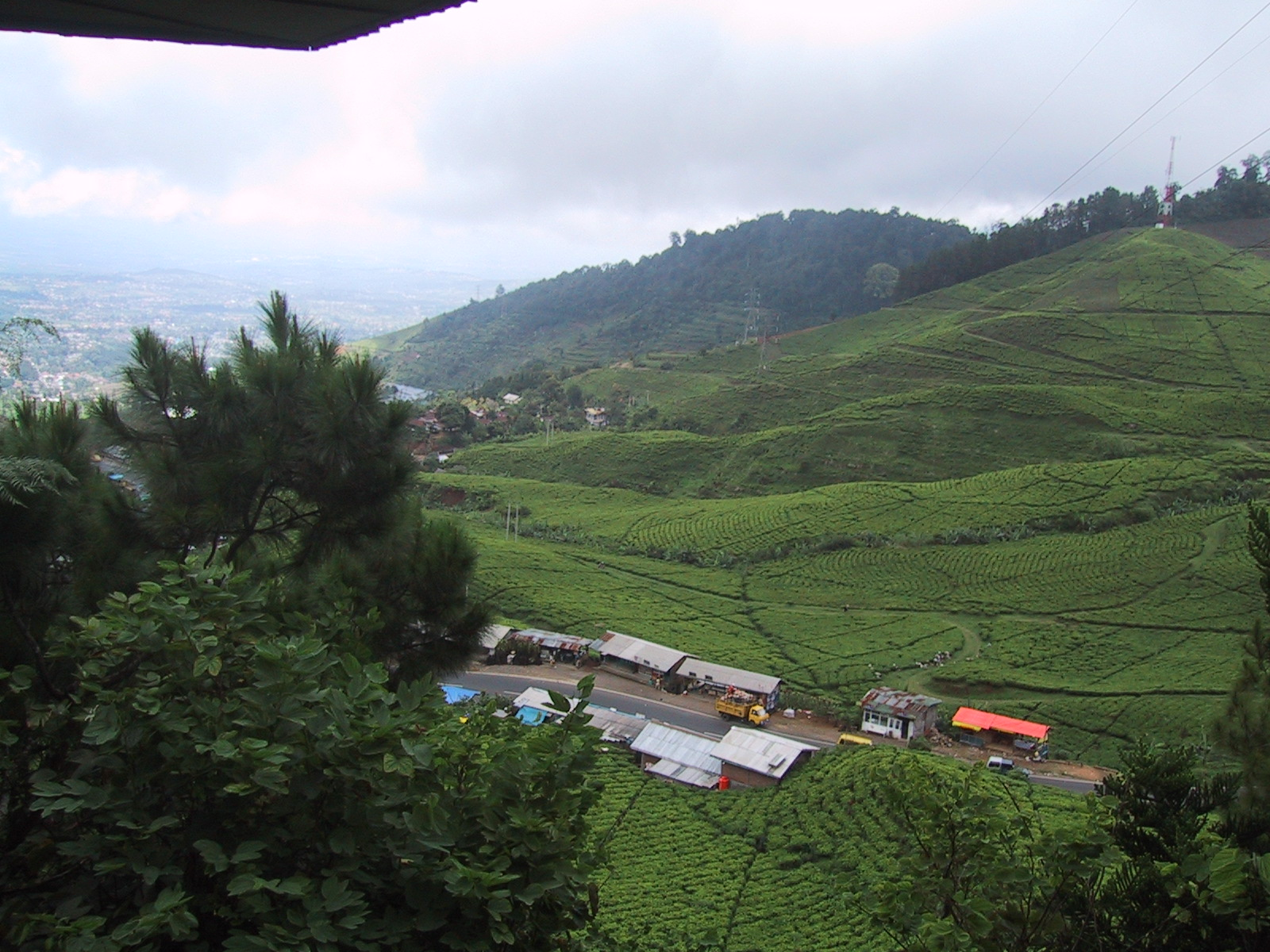
اندونزی
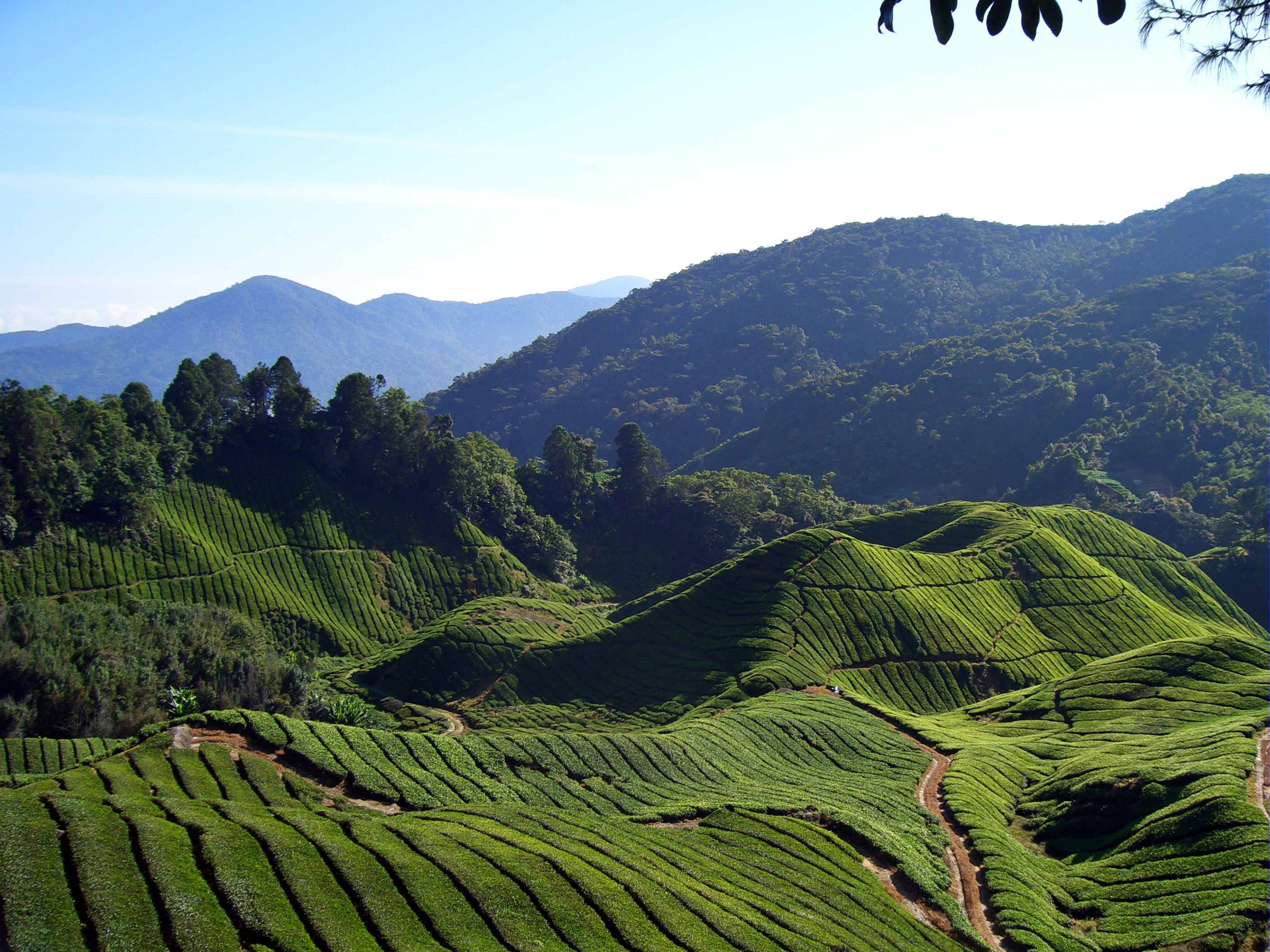
کمرون هایلندز, مالزی
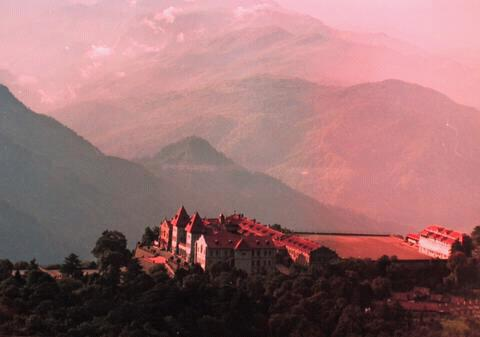
نینیتال, اوتاراکند, هند
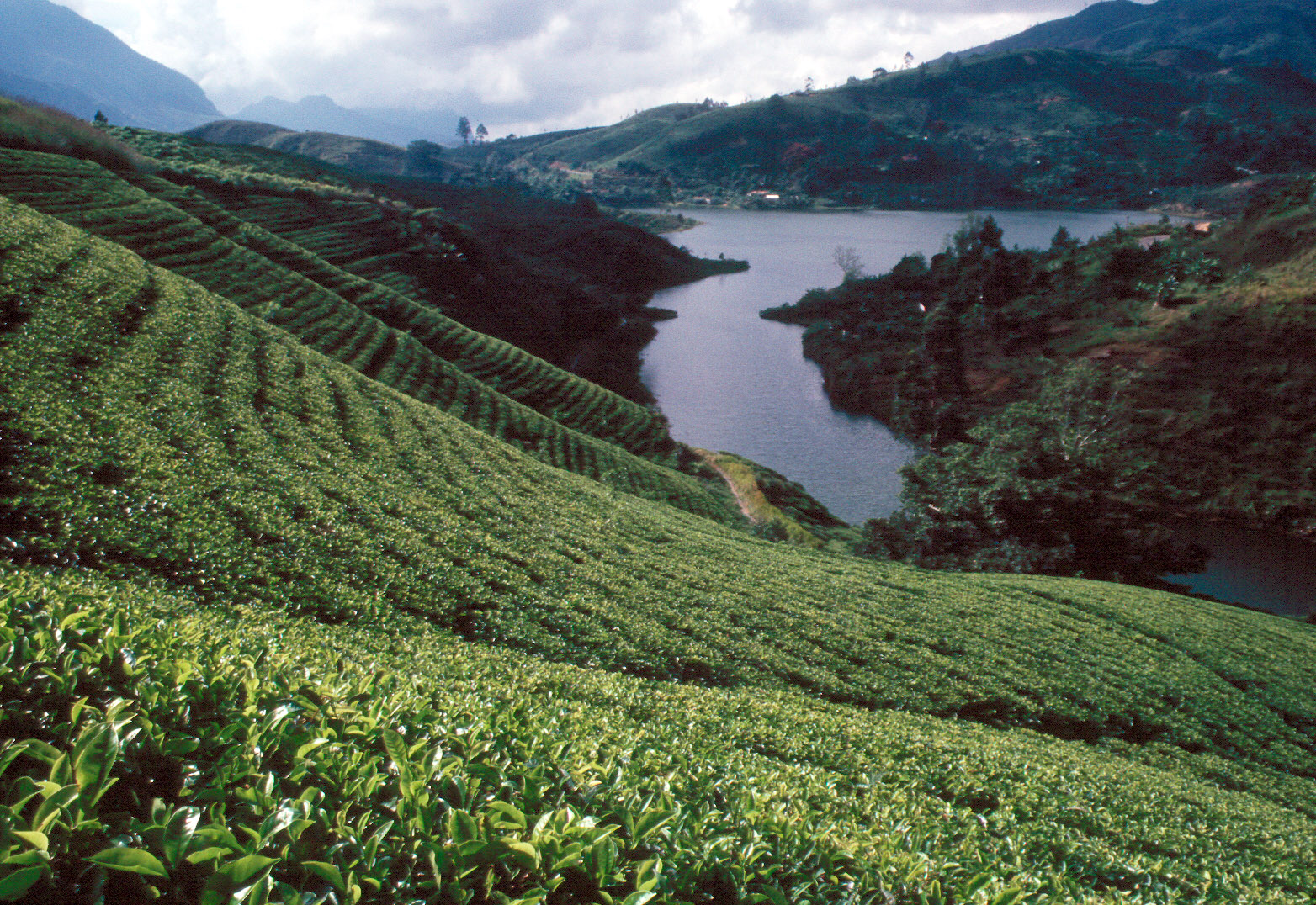
نووارا الییا, سری‌لانکا
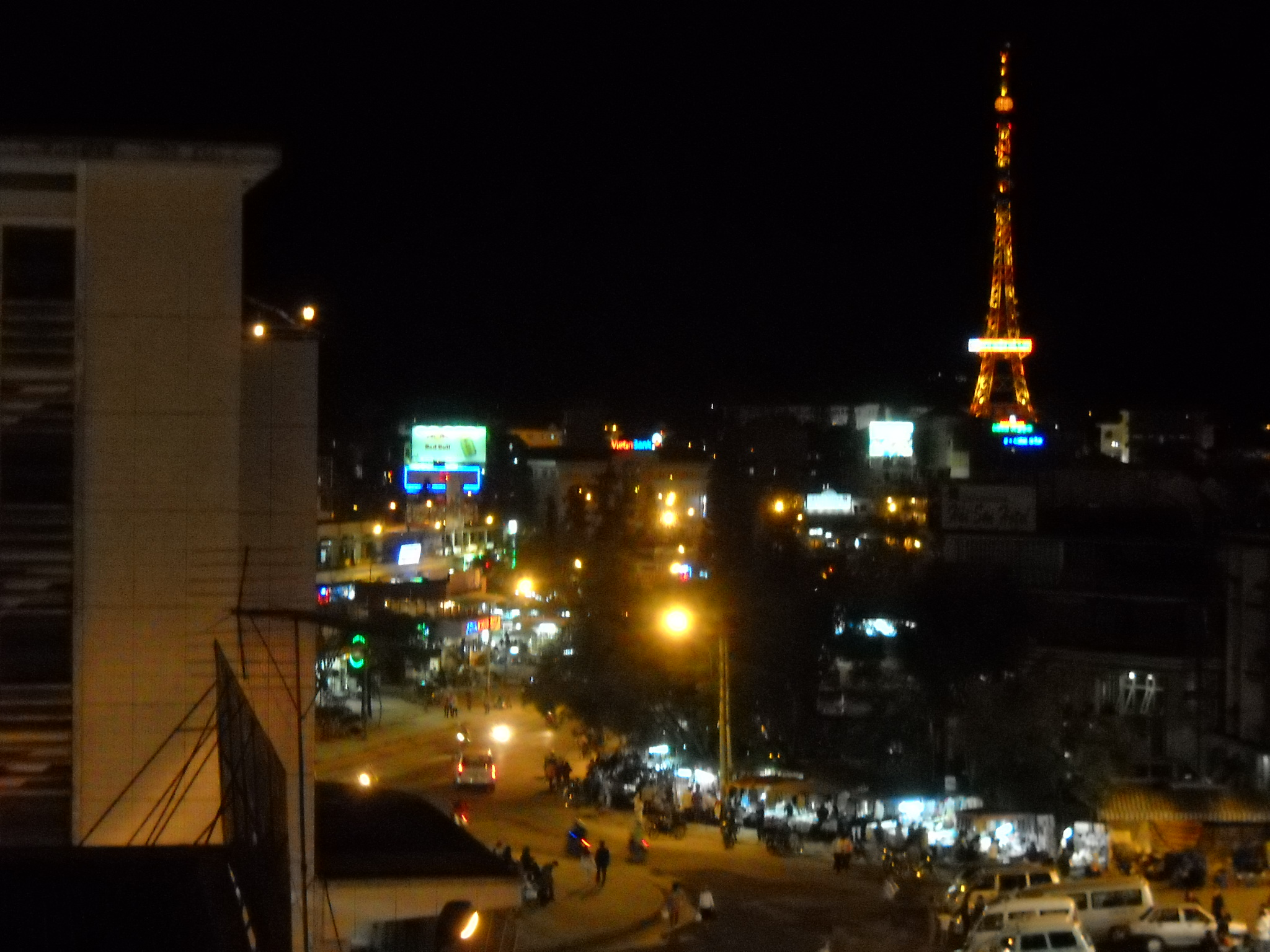
دا لات, ویتنام
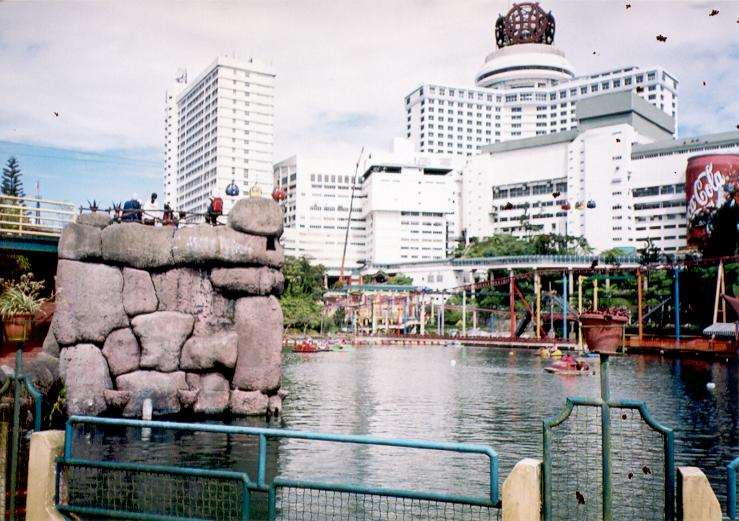
مالزی.
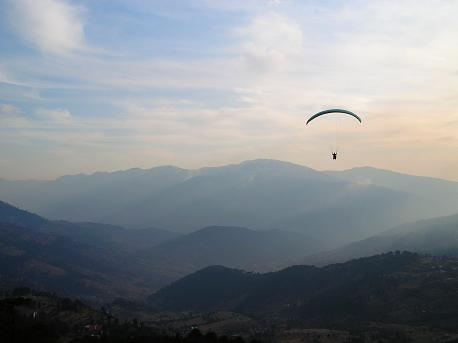
, جامو و کشمیر, هند